# Guillermo Rigondeaux
Guillermo Rigondeaux Ortiz (Santiago di Cuba, 30 settembre 1980) è un pugile cubano.
Ha vinto la medaglia d'oro alle Olimpiadi estive 2000 e 2004 nella categoria pesi gallo (54 kg). È stato sette volte (2000-06) campione nazionale di Cuba nei pesi gallo. Vanta un record amatoriale di circa 475 combattimenti con dodici sconfitte. Nel 2009, all'età di 29 anni, passa al professionismo, dove rimane imbattuto. Con 17 incontri tutti vinti, di cui 11 per KO, è campione del mondo WBA e WBO dei pesi super gallo, nonché campione del mondo di categoria per la rivista "The Ring".
Il 21 Novembre 2015 Rigondeaux sconfigge Drian Fancisco (28-3-1, 22 KOs) per decisione unanime (97-93, 100-90 twice), al Mandalay Bay Events Centre di Las Vegas.
Il 9 Dicembre 2017 perde il match contro Lomachenko per abbandono alla  sesta ripresa per un infortunio alla mano.

## Rigondeaux vs. Dickens
Il 16 luglio 2016 Rigondeaux combatte per la prima volta nel Regno Unito per difendere il titolo mondiale Wba dei super bantamweight contro Jazza Dickens, all'Ice Arena di Cardiff. Rigondeaux mantiene la cintura sconfiggendo Dickens in 2 round. Jazza Dickens si ritira dopo che un sinistro di Rigondeaux gli ha fratturato la mascella.